# Palais Meckel

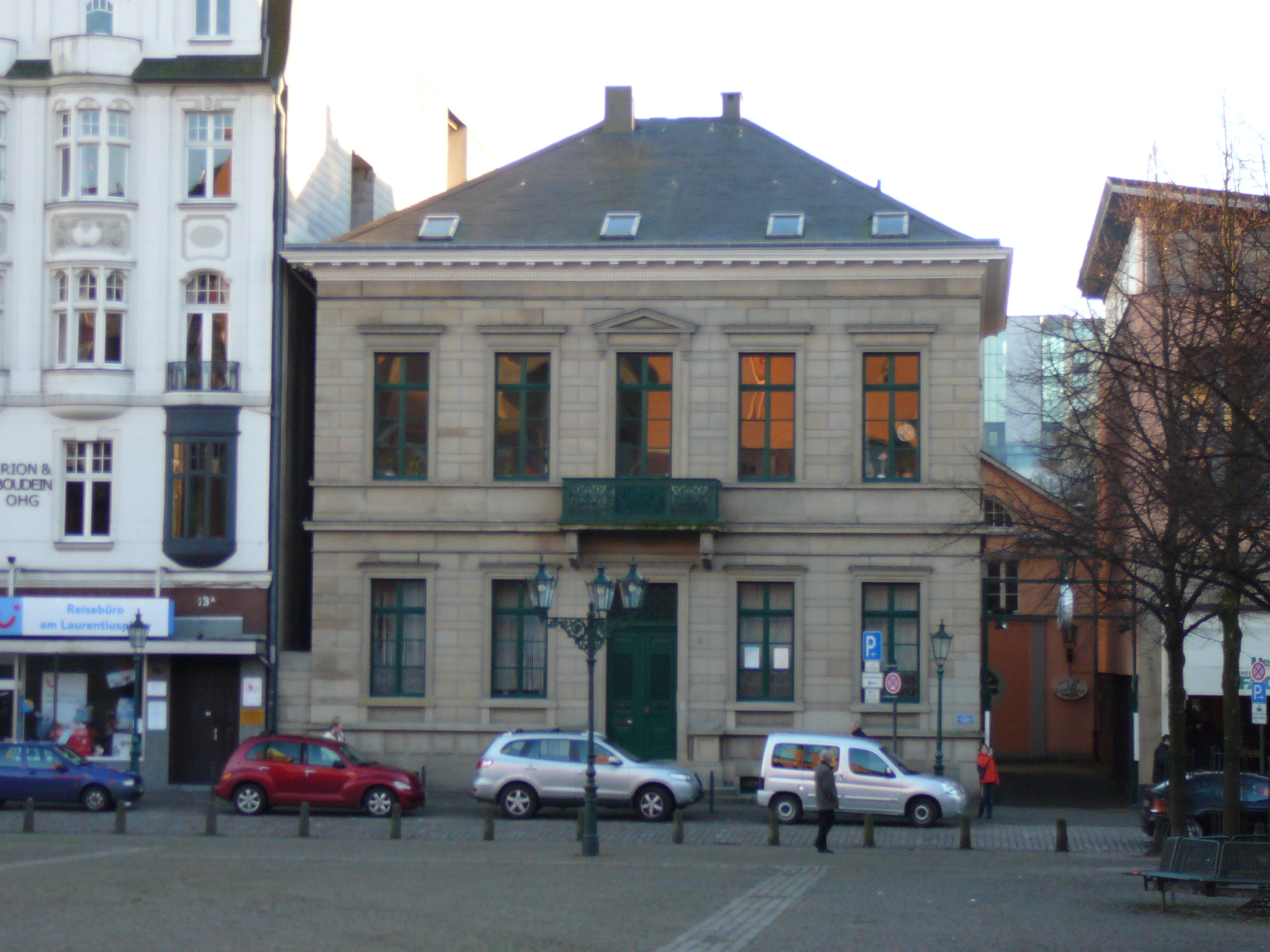
Palais Meckel

Das Palais Meckel ist eine unter Denkmalschutz stehende Villa im Wuppertaler Stadtteil Elberfeld an der Friedrich-Ebert-Straße. Zu der Villa gehört eine Remise (heute im Hinterhof; 51° 15′ 20,8″ N, 7° 8′ 23,5″ O).
Das Objekt, Friedrich-Ebert-Straße 15, liegt gegenüber der Laurentius-Kirche und damit am Laurentiusplatz. Das Haus wurde nach 1849 (eine andere Quelle nennt um 1840) nach der Errichtung der Kirche und des Platzes (damals „Königsplatz“) gebaut. Die Villa an der Königsstraße, wie die Friedrich-Ebert-Straße zu dieser Zeit genannt wurde, stand ursprünglich neben dem Haus Daniel von der Heydt, das vorher errichtet wurde. Die beiden eingeschossigen Seitenflügel dieses Hauses, auf denen Terrassen waren, wurden um 1900 niedergelegt und zwischen Haus Daniel von der Heydt und dem Palais Meckel ein weiteres Wohngebäude errichtet.
Die westliche Parzelle vor der Laurentius-Kirche wurde 1830 ursprünglich von August von der Heydt, sechs Jahre später wurde die östliche Parzelle von Daniel von der Heydt erworben. Die westliche Parzelle wurde von August nach seiner Berufung zum Minister im Dezember 1848 verkauft.
Die dreigeschossige fünfachsige Villa ist im klassizistischen Stil errichtet. Über dem Eingang ist ein kleiner Balkon angebracht. Bauherr war der Textilfabrikant Caspar Wilhelm Meckel (1790–1852) (oder sein Sohn Wilhelm Meckel (1815–1879)). Der Architekt ist nicht belegt, der Autor Hermann J. Mahlberg  möchte den Bau Christian Heyden zusprechen.
Das benachbarte Anwesen von Daniel von der Heydt (1802–1874) wurde nach seinem Tod von seiner Tochter im Jahr 1880 an den Kaufmann Wilhelm Meckel verkauft.
Die Villa wird heute von der katholischen Gemeinde als Verwaltungshaus genutzt und die Remise war einem Gastronom der gehobenen italienischen Küche verpachtet. Am 11. Oktober 1984 wurde das Gebäudeensemble unter Baudenkmalschutz gestellt.